# Pildammsteatern

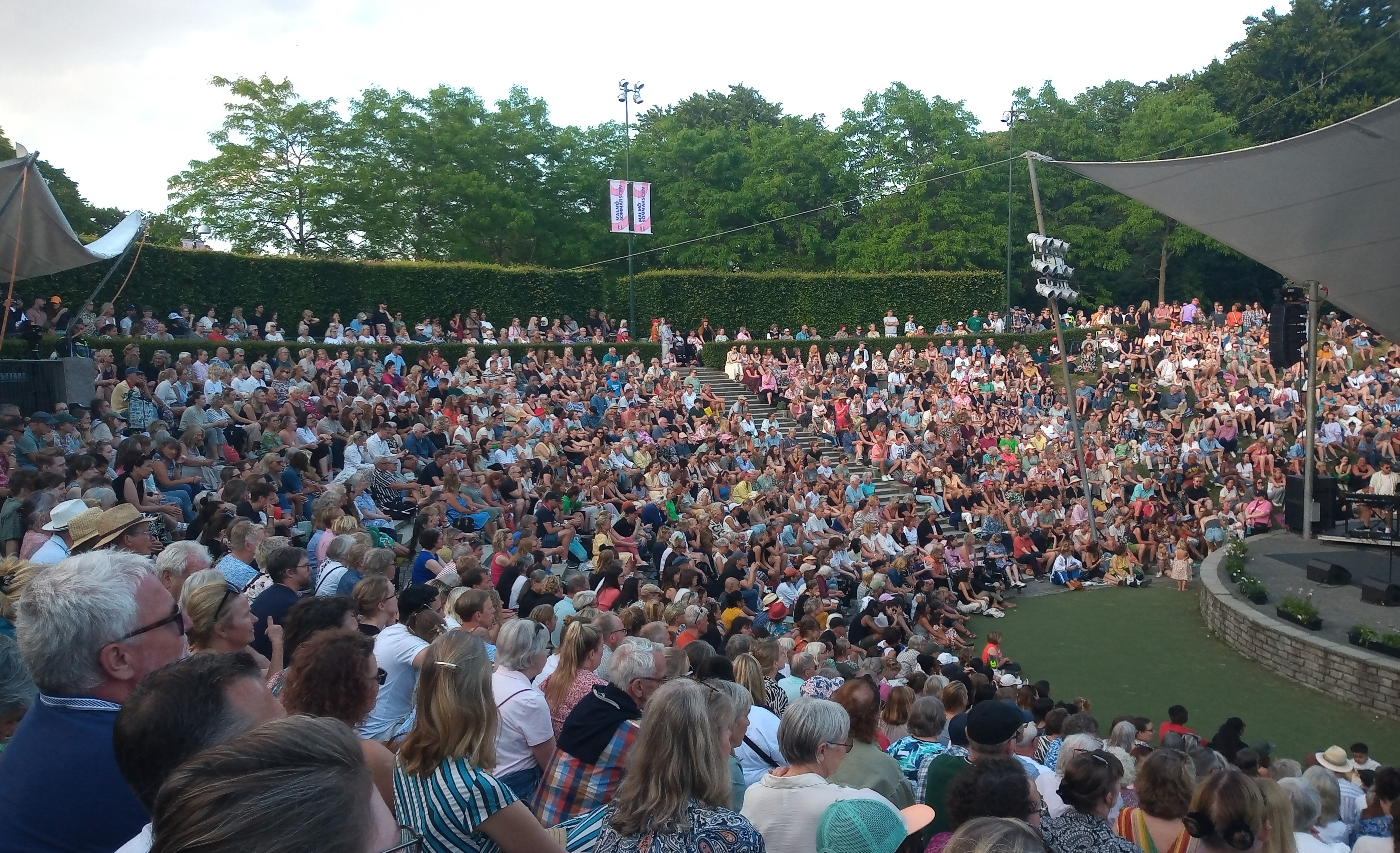
Pildammsteatern 2024 vid ett framträdande med Tensta Gospel Choir.

Pildammsteatern är en friluftsteater belägen vid Margaretapaviljongen i Pildammsparken i Malmö. Platsen har använts för teaterföreställningar och konserter varje sommar sedan 1952, de första åren parallellt med den äldre Malmö friluftsteater vid Pildammarnas vattentorn. Denna hade uppförts till Baltiska utställningen i Malmö 1914 och förstördes vid en brand 1953.
Efter Baltiska utställningen revs de flesta byggnaderna. På området växte Pildammsparken fram efter stadsplaneraren Erik Bülow-Hübes planer. En skiss från 1926 visar en amfiteater vid Margaretapaviljongen med enkla åskådarbänkar placerade i sluttande terräng med scenen längst ner. Bakom scenen byggde Bülow-Hübe och stadsträdgårdsmästare Birger Myllenberg en fond av böljande kullar.
1963 byggdes teatern om. Träbänkarna i sluttningen ersattes av stensatta gradänger i en halvcirkel runt scenen.
En mindre förändring skedde 2000. Tidigare hade scenlösningarna fått kritik för att föreställningarna varit svåra att se från vissa vinklar. Den nya scenen har ett tak av folieklädd segelduk som bärs upp av fyra snedställda master. Bakre delen av scenen kantas av en halvmåneformad trävägg som skyddar mot blåst, understryker den cirkulära scenytan och dessutom riktar ljudet. Scenen är konstruerad i sektioner och kan enkelt monteras ner efter säsongen.
  

Mindre förändringar tillkom 2006 när scenen fick ett nytt golv i betong, en liten kantmur av öländsk kalksten och ett backstageområde. En särskild plats för ljudtekniker inrättades. 

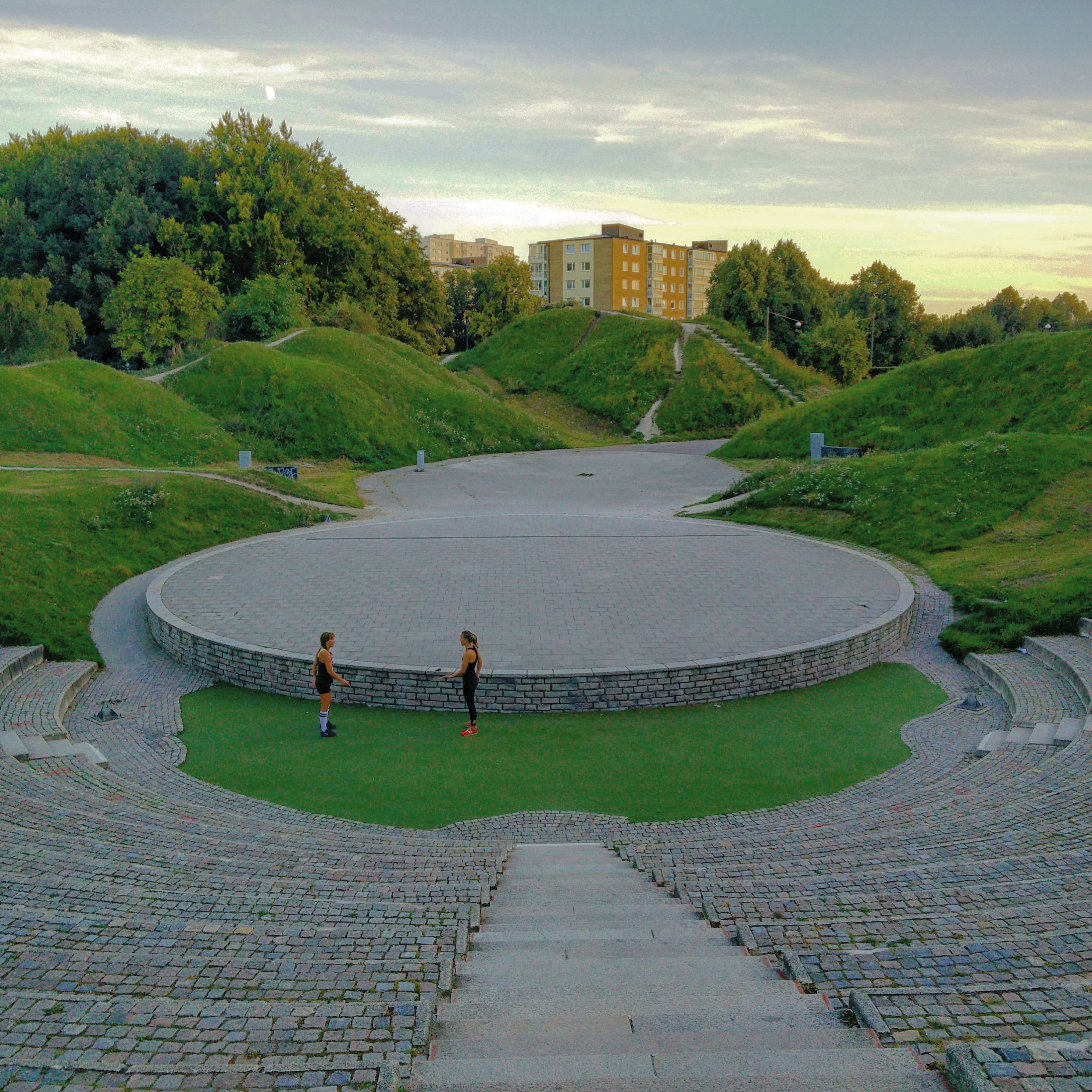
Utomhusteatern i Pildammsparken utanför spelsäsong.
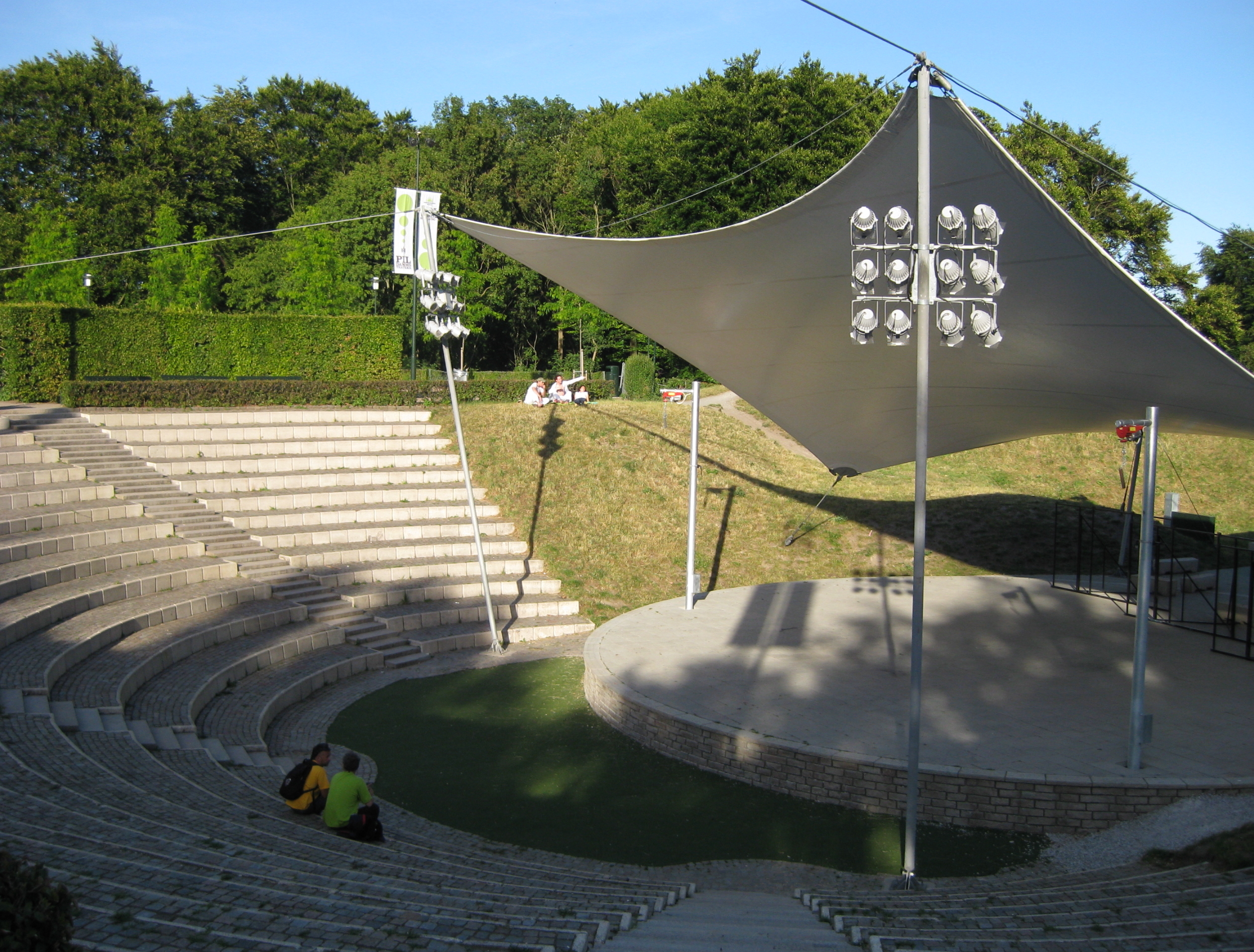
Med skärmtaket på plats
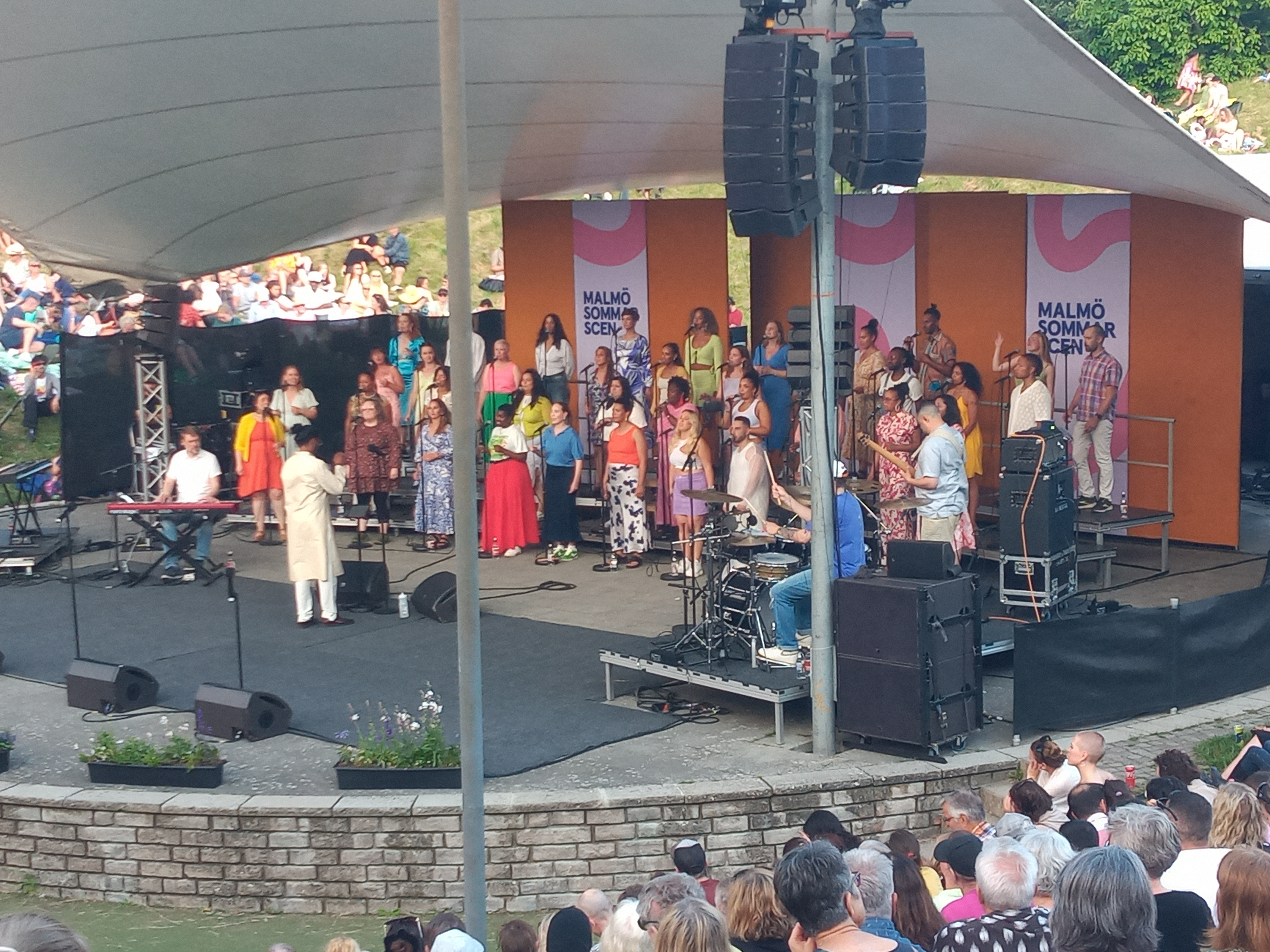
Konsert med Tensta Gospel Choir.

## Teater och musikunderhållning

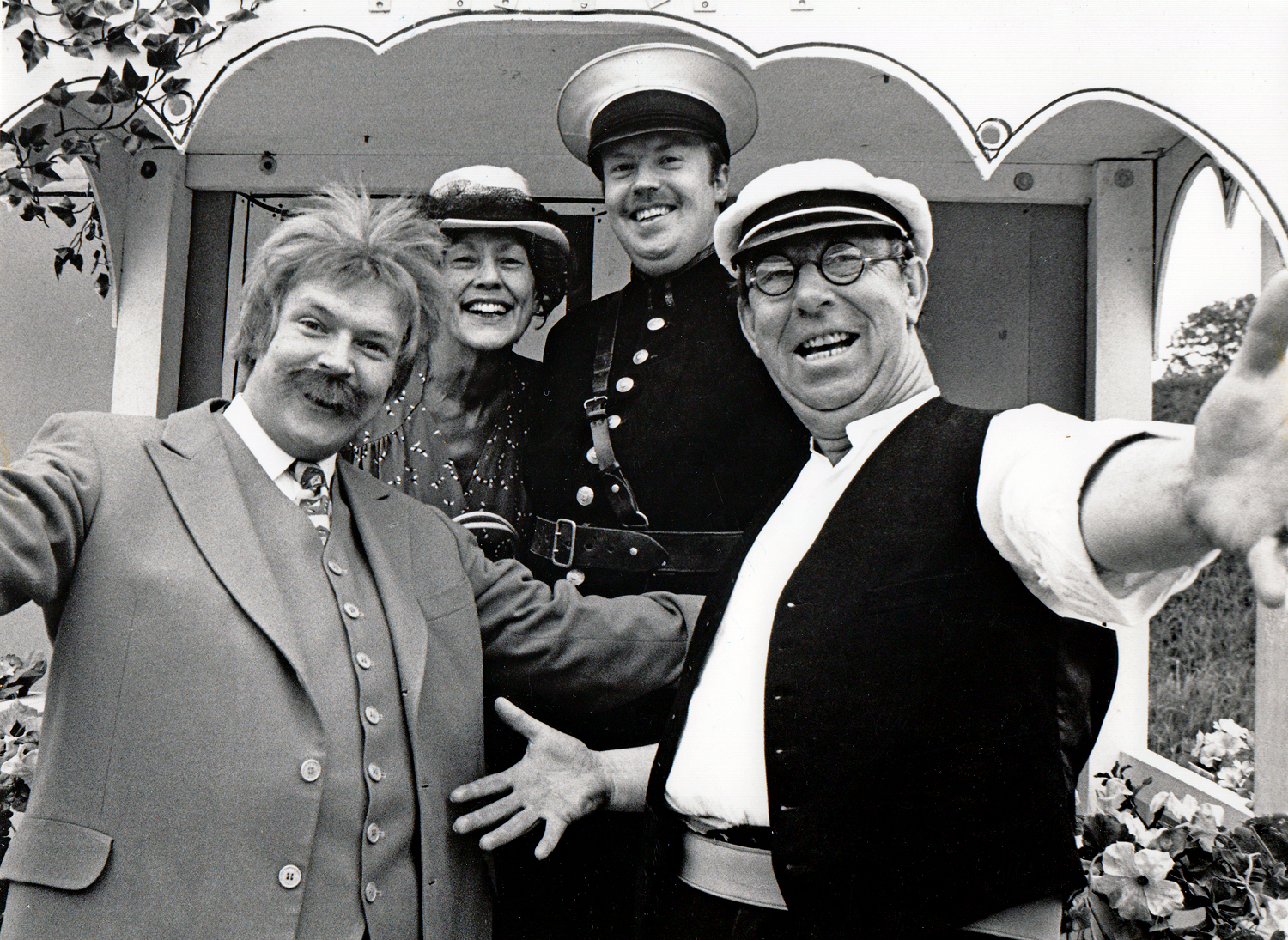
Buskis på Pildammsteatern 1988 med Anders Aldgård, Fredy Jönsson m.fl.

Teatern användes första gången 1943 då scenskoleelever uppförde En kärlekssaga på Mon Bijou av Oscar Wellgren, men det dröjde till 1952 innan den egentliga verksamheten drog igång. Varje sommar sedan dess har publiken bjudits på teaterföreställningar och musikunderhållning. Pjäserna har oftast varit komedier eller mer renodlad buskis. 1952 spelade den ambulerande kommunala parkteatern Den bedragne äkta mannen efter Molières George Dandin. På 1950-talet spelades flera pjäser av den tyske författaren August Hinrichs, Vilhelm Mobergs Marknadsafton och ett par pjäser av Ludvig Holberg. Teatern leddes 1958-1973 av Valter Bornemark och under hans tid blev det förutom teater även musikunderhållning, bland annat opera, operett och balett. På 1970-talet spelade några år de fria teatergrupperna Proteus, Fria Teatern, Skånska Teatern och Turteatern. Max Lundgren och Bo Sköld skrev flera pjäser som uppfördes på teatern på 1970- och 1980-talen. Den flitigaste skådespelaren på Pildammsteatern har varit Ingvar Andersson. Han har spelat komedi eller buskis där mer än tjugo säsonger från 1973 (Kärlek vid Lantmannagatan av Lundgren & Sköld) till 2004 (Percys töser av Ray Cooney), några gånger tillsammans med buskiskollegan Nils Ahlroth.
Efter 1990-talet avtog publikintresset för lustspel och buskis och på 2000-talet har man främst bjudit på olika slag av musikunderhållning. Detta förekom naturligtvis även tidigare, bland annat bjöd Lars Bergrensson med band under många år på 60-talspop. Andra artister under årens lopp har varit Cornelis Vreeswijk, Peps Persson, Björn Afzelius, Sanna Nielsen, Stefan Sundström och många andra från Sverige och utlandet. Man har haft talangtävlingar, cirkusnummer, allsång och mycket annat.